# Orthogonys
Orthogonys is een geslacht van zangvogels uit de familie Mitrospingidae, afgesplitst van de Tangaren.

## Soorten
Het geslacht kent de volgende soort:
- Orthogonys chloricterus – Olijftangare